# Manufactum
Manufactum è il primo album live del gruppo musicale tedesco Saltatio Mortis, pubblicato nel 2005.

## Tracce
1. Der Merseburger Zauberspruch – 3:44
2. Ansage: Rotkäppchen – 0:20
3. Chaperon Rouge – 4:02
4. Ansage: Siebenfache Essenz – 1:14
5. Heptessenz – 2:38
6. Ansage: Theophanu – 1:07
7. Theophanus Tanz – 3:42
8. Ansage: Letzte Jungfrau – 2:11
9. Belicha/Bärentanz – 3:59
10. Ansage: Alhambra – 0:49
11. Cantiga Alhambra – 2:36
12. Ansage: Tanz Der Könige – 0:36
13. Danza Del Rey – 3:41
14. Ansage: Es Lebe Die Jugend – 1:10
15. Dessous Le Pont De Nantes – 2:53
16. Ansage: Wolf, Hase Und Fuchs – 1:18
17. Leporina Venatio – 5:23
18. In Taberna – 1:38
19. A Kenavo/Drunken Sailor/Cantiga – 8:02
20. Abschied I – 0:52
21. Palästinalied (Via Infernale) – 4:19
22. Abschied II – 0:26
23. Des Todes Tanz – 4:53

## Formazione
- Alea der Bescheidene - voce, cornamusa, ciaramella, arpa, Didgeridoo, bouzouki irlandese, chitarra
- Lasterbalk der Lästerliche - batteria, tamburi turchi, tamburi, timpani, percussioni
- Falk Irmenfried von Hasen-Mümmelstein - voce, cornamusa, ciaramella, ghironda
- Dominor der Filigrane - chitarra elettrica, cornamusa, chitarra acustica, ciaramella
- Die Fackel - basso elettrico, cornamusa, ciaramella, arpa, tastiera, Mandola
- Ungemach der Missgestimmte - cornamusa, ciaramella, chitarra, percussioni, programmazione
- Thoron Trommelfeuer - Soneria
- Herr Schmitt - batteria, percussioni
- Magister Flux - Pirotecnica, design